# Jozef Lucien Karel Napoleon Bonaparte
Jozef Lucien Karel Napoleon Bonaparte (Philadelphia, 13 februari 1824 - Rome, 2 september 1865), 3e vorst van Canino en Musignano, was de oudste zoon van Karel Lucien Bonaparte, de zoon van Napoleons broer Lucien Bonaparte, en Zénaïde Bonaparte, de dochter van zijn grootvaders broer Jozef Bonaparte. Hij was een openlijk tegenstander van zijn vaders politieke ideeën. In februari 1850 raakte hij gewond bij een aanslag toen bij een corso te Rome een boeket met daarin een granaat in zijn wagen werd geworpen. Hij erfde in 1857 van zijn vader de titel vorst van Canino en Musignano, die na zijn eigen dood in 1865 - hij stierf ongehuwd - overging op zijn broer Lucien.
Lucien · Karel Lucien · Jozef Lucien · Lucien Lodewijk · Napoleon Karel · Roland Napoleon
- Gemeinsame Normdatei: 1125891920
- Virtual International Authority File: 1899148814292745330000
- WorldCat: E39PBJfMpcq7QHC36jb7Bbvj4q